# Міклош Крашшо
Ні́колас Крашшо́ (англ. Nicolas Krassó, справжнє ім'я — Міклош Крашшо, угор. Krassó Miklós; 29 листопада 1930, Будапешт — 10 січня 1986, Лондон) — угорсько-британський лівий філософ, поет, перекладач і політичний діяч єврейського походження.

## Біографія
Брат поета і політика Дьйордя Крашшо. У 1945 році, в 15-річному віці, вступив до лав Угорської комуністичної партії. Публікація його антиклерикальної статті в центральній партійній газеті принесла її автору певну популярність, дозволивши вже у сімнадцять років друкувався в марксистському теоретичному журналі «Форум», який редагував провідний філософ-марксист Дьйордь Лукач. Завдяки його допомозі Міклош Крашшо потрапив в Будапештський університет на філософський факультет. Там юнак приєднався до гуртка Лукача. 
У 1949 році майбутнього філософа і поета призвали до збройних сил. По закінченню служби разом зі своїм другом Іштваном Месарошем перекладав праці Лукача з німецької на угорську мову. Писав статті в різні літературні та суспільно-політичні журнали, брав участь в діяльності «гуртка Петефі».

### Повстання і еміграція
Під час Листопадового повстання 1956 року — один із активних учасників подій і ключова фігура в організації діяльності антисталінських лівих сил. Був обраний делегатом окружної революційної ради в передмістях Будапешта, на посаді якого домагався формування Центральної робітничої ради. Однак він не зміг переконати вести переговори безпосередньо з представниками радянських військ, а не з новим урядом Яноша Кадара, сформованим для зміщення кабінету Імре Надя. Сам Міклош Крашшо розглядав повстання як можливість порвати зі сталінізмом, але зліва, посилюючи незалежний робітничий рух і не піддаючись на антикомуністичні провокації.
Придушення повстання і арешт брата змусили Міклоша Крашшо емігрувати до Австрії, а після нетривалого перебування у Відні перебрався до Великої Британії. За допомогою Ісайї Берліна вступив до Оксфордського університету. Тоді ж познайомився зі своєю першою дружиною, англійкою з робітничого класу. Спілкуючись із новими лівими, вийшов на зв'язок із журналом «New Left Review», до редакції якого увійшов у 1965 році. Перекладав вірші Аттіли Йожефа на англійську мову. У 1968 році став лектором на заняттях антиуніверситетського руху і познайомився зі своєю другою дружиною-палестинкою.
На сторінках «New Left Review» брав участь у полеміці з Ернестом Манделем про марксизм Троцького, яка потім була зібрана в окрему книгу і видана декількома мовами. Вивчав твори раннього Маркса, Троцького, проблему ідеології в марксизмі і діяльність Іштвана Бібо. Загинув 10 січня 1986 року внаслідок пожежі, що спалахнула у нього вдома.

## Книги
- Trotsky: The Great Debate Renewed. — New Critics Press, 1972.